# Улыбышева, Марина Алексеевна
Марина Алексеевна Улыбышева  (род. 1958, Павлодар) — советский и российский поэт, журналист, литератор. Член Союза писателей и Союза журналистов России.

## Биография
Марина Улыбышева родилась 28 мая 1958 года в Павлодаре в семье военного. Позднее вместе с семьёй переехала в Омск. Помимо общеобразовательного учебного заведения окончила Детскую художественную школу № 1 имени Саниных (вечернее отделение).
Имеет два высших образования: Омский государственный технический университет (1981; факультет автоматизации) и Литературный институт имени А. М. Горького (1991).
Полноценный литературный дебют Улыбышевой состоялся в 1985 году, когда вышел её первый сборник стихов «До завтра!» (омское книжное издательство).
С 1988 года проживает и работает в городе Калуга. Была редактором отдела культуры Калужской областной газеты «Весть», также редактор православного приложения «Калужский благовест». Член редколлегии литературного альманаха «Облака». Автор и ведущая телепередач «Родной образ» и «Откровенно о важном» на канале «Ника». Автор слов гимна Калужской области (2013).

## Признание
- Лауреат литературных премий имени Марины Цветаевой, Валентина Берестова, Леонида Леонова, Ивана и Петра Киреевских.
- Специальная премия «За сохранение традиций русской поэзии» Международная премия Максимилиана Волошина в категории «Лучшая поэтическая книга» за сборник «Marina. Книга стихов» (2015)[3][6]
- Премия имени Владимира Юрьевича Матвеева «Искусный глагол» в номинации «Лучший блогер» (2016)
- Медаль Преподобного Сергия Радонежского II степени за труды по возрождению культуры и духовности[3][7]
- Медаль ордена «За заслуги перед Отечеством» II степени за большой вклад в укрепление гражданского мира и возрождение духовно-нравственных традиций (28 декабря 2000)[3][8][9]
- 3-е место Всероссийского литературного конкурса «Детское время» (2019)

### Книги
- До завтра! (стихи) — Омск: Книжное издательство, 1985. — 23 с.
- Лев Каменев: Сказки о художнике и природе — Москва: Белый город, 2004. — 12 с.
- Александр Беггров: сказка о волшебном кораблике — Москва: Белый город, 2005. — 10 с.
- Александр I Благословенный — Москва: Белый город, 2006. — 11 с.
- Сергей Васильковский: сказка про то, как казак Серёже совет дал — Москва: Белый город, 2006. — 11 с.
- Русское застолье (в соавторстве с Владимиром Запецким) — Москва: Белый город, 2009. — 48 с.
- Кулибин. Главный механикус России — Москва: Фома, 2010. — 24 с. (Настя и Никита; вып. 30)
- Царскосельская чугунка: первая железная дорога в России — Москва: Фома, 2011. — 25 с. (Настя и Никита; Вып. 43)
- Гвардейцы железных дорог: профессия: инженер-изыскатель — Москва: Фома, 2012. — 24 с. (Настя и Никита: люди, дороги, техника, профессии)
- Непокоренный город. Москва в 1812 году / Марина Улыбышева; худож. Артем Безменов. — Москва : Фома, 2012. — 24 с. : ил. — (Настя и Никита; вып. 78).
- От паровоза до «Сапсана» — Москва: Фома, 2012. — 120 с. (Настя и Никита)
- Что передвинули передвижники — Москва: Фома, 2012. — 24 с. (Настя и Никита; вып. 70)
- Виктор Васнецов: богатырь русской живописи — Москва: Фома, 2013. — 24 с. (Настя и Никита; вып. 91)
- Как Пушкин русский язык изменил — Москва: Фома, 2013. — 25 с. (Настя и Никита; вып. 105)
- Тайны собора Василия Блаженного — Москва: Фома, 2013. — 24 с. (Настя и Никита; вып. 60)
- Marina. Книга стихов — Калуга: Гриф, 2014. — 239 с.
- Русская изба: от печки до лавочки — Москва: Настя и Никита, 2015. — 24 с. (Настя и Никита; вып. 133)
- Все точки над Ё — Москва: Настя и Никита, 2017. — 25 с. (Настя и Никита; вып. 158)
- Полдень короткого рассказа: рассказы, эссе и литературные заметки / Марина Улыбышева. — Калуга: СерНа, 2017. — 184 с.
- Всегда — первый! Первый министр железных дорог — Москва: Настя и Никита, 2018. — 24 с. (Настя и Никита; вып. 176)
- От столицы до столицы. Николаевская железная дорога — 2-е изд. — Москва: Настя и Никита, 2018. — 24 с. (Настя и Никита; вып. 59)
- Виктор Васнецов: богатырь русской живописи — 2-е изд. — Москва: Настя и Никита, 2019. — 24 с. (Настя и Никита; вып. 91)
- Как появляются слова — Санкт-Петербург: Качели, 2021. — 95 с. (серия «Слово за слово»)
- Маша, Миша и говорящая Рыба: экологическая повесть — Москва: Абраказябра, 2021. — 95 с.

### Сборники
- Сост. Светлана Трунина и Александр Трунин. Продолжение — Калуга: Полиграф-Информ, 2002. — 315 с.
- В давние-давние времена (сказки Редьярда Киплинга в пересказе М.А. Улыбышевой) — Москва: Белый город, 2008. — 48 с.
- Бондаренко, Н. А., Чудовская Чудовская И. С., Улыбышева М. А. Дорогами славян: Польша, Чехия, Словакия, Болгария, Сербия, Хорватия, Словения, Черногория, Македония (Путеводитель по странам мира для детей) — Москва: Белый город, 2009. — 423 с.
- Н. В. Астахова и др. Очарованье русского пейзажа: сказки о художниках — Москва : Белый город, 2009. — 335 с. : ил.
- Я прошлое увижу наяву: рассказы по истории для детей. — Москва: Белый город, 2009. — 311 с.
- Н. В. Астахова и др. Русский быт — Москва: Белый город, 2010. — 288 с.
- Сост. Ольга Клюквина и Александр Трунин. Детское время: стихи и проза участников литературного конкурса «Детское время» — Калуга: Политоп, 2019. — 167 с.

### Публикации
- Тайны собора Василия Блаженного // Фома. — 2012. — № 6. — с. 80-85
- Волшебный колокольчик // Шишкин лес. — 2013. — № 3. — с. 26-29
- Недоделанные дела // Шишкин лес. — 2013. — № 4. — с. 20-21
- Как Витя был игрушкой // Шишкин лес. — 2013. — № 9. — с. 20-23
- Божие зрение // Шишкин лес. — 2017. — № 2. — с. 4-7

### О творчестве
- Солнцева, Н.В., Трефилов В. В. Писатели Калужской области: биографический и библиографический справочник — Калуга: Золотая аллея, 2004. — 160 с.
- Малая, С. Как строили железную дорогу (рецензия на книгу Марины Улыбышевой «Царскосельская чугунка») // Читаем вместе. — 2012. — № 4. — С. 35.
- Бондарева А. От аршина до медведя (рецензия на книгу Марины Улыбышевой «Как Пушкин язык изменил») // Читаем вместе: Навигатор в мире книг. — 2013. — № 12. — с. 33.
- Крючков, П. М. Детское чтение с Павлом Крючковым. Настя и Никита. Часть 2 (о книгах Марины Улыбышевой «Царскосельская чугунка. Первая железная дорога в России», «От паровоза до „Сапсана“», «От столицы до столицы. Николаевская железная дорога», «Непокорённый город»] // Новый мир. — 2013. — № 9. — с. 211—213
- Бугославская, О. В. Кольцевая дорога (рецензия на книгу Марины Улыбышевой «Тайны собора Василия Блаженного») // Знамя. — 2014. — № 9. — с. 238—239
- Колоскова, Н. Е. Начинаем от печки: к вопросу о патриотическом воспитании (о книге Марины Улыбышевой «Русская изба от печки до лавочки») // Библиотека в школе: журн. изд. дома «Первое сентября». — 2015. — № 10. — с. 41-43
- Богатырёва, Н. Ю. Книжки на пять с плюсом (рецензия на книгу Марины Улыбышевой «Русская изба. От печки до лавочки») // Читаем вместе. — 2015. — № 3. — с. 33
- Вишнякова, Н. Несколько похищений (о книге Марины Улыбышевой «Что передвинули передвижники») // Начальная школа: журн. изд. дома «Первое сентября». — 2017. — № 1/2. — с. 58-59
- Вишнякова, Н. Пытливым и любознательным (о книге Марины Улыбышевой «Все точки над Ё») // Начальная школа: журн. изд. дома «Первое сентября». — 2017. — № 9/10. — с. 58-59
- Скляр, Ю. Истории «недобуквы» и матроса (рецензия на книгу Марины Улыбышевой «Все точки над Ё») // Читаем вместе. — 2017. — № 10. — c. 37
- Миронова, Н. Об Александре Пушкине — детям, или Воспитание человека культуры (о книге Марины Улыбышевой «Как Пушкин русский язык изменил») // Дошкольное воспитание. — 2019. — № 6. — с. 39-44.
- Гаврикова, Н. А. Развиваем у детей способности к творческому чтению. Вып. 2. Читаем книги Марины Улыбышевой // Калужская областная детская библиотека. — 2019[10]

## Фильмография
- Романовы (2013) — сосценарист[11]
- Привидение (2016) — художник-постановщик
- Дмитрий Белюкин. Белая Россия. Исход (2019) — режиссёр

## Критика
Александр Балтин («Завтра») отмечает, что «уплотнённая поэтическая ткань Улыбышевой красиво разворачивает предметность мира — но предметность одухотворённую, точно пронизанную токами неизвестного пространства, следствием которого является наш мир».